# Lillehammer IK
Der Lillehammer Ishockeyklubb ist ein 1957 gegründeter norwegischer Eishockeyklub aus Lillehammer. Die Mannschaft spielt in der GET-ligaen und trägt ihre Heimspiele in der Kristins Hall aus.  

## Geschichte
Der Klub wurde 1957 gegründet. Mit dem Bau der Kristins Hall im Jahr 1988 stieg das Eishockeyinteresse in der Stadt rapide an und der Klub konnte sich in der Folgezeit in der GET-ligaen, der höchsten norwegischen Spielklasse, etablieren. Größter Erfolg für den Verein war der Gewinn des norwegischen Meistertitels in der Saison 1993/94. In der Folgezeit erreichte die Mannschaft vier Mal in den Playoffs den dritten Platz, zuletzt in der Saison 2010/11. 

## Bekannte ehemalige Spieler
- Ole Eskild Dahlstrøm
- Tommy Jakobsen
- André Lysenstøen
- Per-Åge Skrøder
- Lars-Erik Spets